# Daisy Betts
Daisy Betts (Sídney, 1 de febrero de 1982) es una actriz australiana. Debutó en televisión con la serie de la NBC Persons Unknown. Es conocida por ser una popular activista a favor de los derechos de los animales.

## Carrera profesional
En la serie Persons Unknown interpreta a Janet Cooper, propietaria de una guardería infantil en San Francisco y madre soltera de Megan, de cinco años de edad.
También aparece en la película Shutter, junto a Rachael Taylor y Joshua Jackson, así como en la película independiente australiana Caught Inside, estrenada en 2010. Betts también actuó en la serie Out Of The Blue, interpretando a Peta, una abogada lesbiana. En 2012 y 2013 interpretó a la teniente Grace Shepard en la serie de televisión The Last Resort.